# 擬扁枝蘚
擬扁枝蘚（学名：Homaliadelphus targionianus）为平蘚科擬扁枝蘚屬下的一个种。